# 松久保いほ
松久保 いほ（まつくぼ いほ、2月26日 - ）は、日本の女性声優。鹿児島県出身。アーツビジョン所属。旧芸名早川 いほ、松久保 維穂。

## 略歴
映像テクノアカデミア、マウスプロモーション付属俳優養成所卒業。
以前はエーエス企画に所属していた。

## 人物
方言は鹿児島弁。
趣味・特技はカフェめぐり、カメラ、演劇鑑賞、絵画。

## 出演
太字はメインキャラクター。

### テレビアニメ
2001年
- も〜っと! おジャ魔女どれみ（和菓子屋の店員）

2002年
- 最終兵器彼女（女子）
- デジモンフロンティア（カラツキヌメモンの娘）
- HAPPY★LESSON（女教師、女子生徒）

2005年
- BLOOD+

2006年
- あさっての方向。（おばさん）
- いぬかみっ!（子供C）
- 恋する天使アンジェリーク〜心のめざめる時〜（女の子）
- ちょこッとSister（保育士A、保険の先生）

2007年
- 天才? Dr.ハマックス（マザー）
- ロミオ×ジュリエット（婦人、母）

2008年
- ネオ アンジェリーク Abyss -Second Age-（少女）

2010年
- たまごっち!（レポっち）
- ダンス イン ザ ヴァンパイアバンド（女子アナ）

2013年
- 勇者になれなかった俺はしぶしぶ就職を決意しました。（シモジ老婦人）

2014年
- メカクシティアクターズ（マネージャー）
- 極黒のブリュンヒルデ（国語教師）

2018年
- タイムボカン 逆襲の三悪人（糸子）

### 劇場アニメ
- いぬかみっ! THE MOVIE 特命霊的捜査官・仮名史郎っ!（2007年、娘）

### OVA
- HAPPY★LESSON（2001年、女性客）

### Webアニメ
- 残念中高年の健康見栄講座（2016年、妻、キャディ[2]）

### ゲーム
2003年
- エスプガルーダ（アゲハ〈覚醒後〉）
- テネレッツァ（アンナ）
- ルパン三世 海に消えた秘宝（病院受付）

2005年
- クラッシュ・バンディクー がっちゃんこワールド（パサディーナ・オポッサム）

2006年
- いぬかみっ! feat.Animation（メイド 他）
- 新 鬼武者 DAWN OF DREAMS（阿倫）

2007年
- ソウルクレイドル 世界を喰らう者（ディネス、灼連の術師レナ、ルジェ）

2021年
- 時計仕掛けのアポカリプス（クリノ・ギースベルト）

2023年
- ゼルダの伝説 ティアーズ オブ ザ キングダム

### ドラマCD
- ソウルクレイドル ドラマCD 〜宮廷魔術師ヨードの華麗なる!大冒険〜（ディネス）
- バイトでウィザード（砂島礼子）

### 吹き替え

#### 映画
- アート・オブ・デビル
- うつせみ（ミヨン）
- AVP2 エイリアンズVS.プレデター（モリー）
- X-メン
- ガーフィールド2
- 50回目のファースト・キス
- スパイダーマン3
- 007 ゴールドフィンガー（マイ・リー）※DVD新録版
- トナカイのブリザード（ジェス）
- 隣のリッチマン
- パーマネント ミッドナイト
- パスポート to パリ（ケイト）
- プリティー・ガール（アリ）
- 屋根裏のエイリアン（ハンナ）

#### ドラマ
- iCarly（モリー）
- エイリアス
- WITHOUT A TRACE/FBI 失踪者を追え!2（アリマ#12）
- CSI:ニューヨーク7（オリヴィア・ダルトン）
- スタートレック:エンタープライズ
- デスパレートな妻たち（ホワニータ・ソリス）
- プラハの恋人
- ミディアム 霊能者アリソン・デュボア（マリー・デュボア）

#### アニメ
- おさるのジョージ
- ウィッチ -W.I.T.C.H.-（ヘイ・リン）
- きんきゅうしゅつどう隊 OSO（ドッティー）
- KND ハチャメチャ大作戦（ムシ）
- シャーク・テイル
- 手裏剣スクール（ノブナガ）
- スーパーマン（エイミー）
- スパイダーマン（デブラ・ホイットマン）
- トムとジェリー テイルズ
- フラニーズ・フィート（ルーシー）
- マダガスカル
- ムークのせかいりょこう（ミタ）